# Accelerator (The Future Sound of London)
Accelerator è il primo album in studio del gruppo di musica elettronica britannico The Future Sound of London, pubblicato nel 1992.

## Tracce
1. Expander – 5:40
2. Stolen Documents – 5:12
3. While Others Cry – 5:27
4. Calcium – 5:22
5. It's Not My Problem – 4:02
6. Papua New Guinea – 6:45
7. Moscow – 3:35
8. 1 in 8 – 4:36
9. Pulse State – 7:14
10. Central Industrial – 4:27